# Luigi Marino (calciatore)
Luigi Marino (Padova, 14 maggio 1895 – Padova, 8 febbraio 1980) è stato un calciatore italiano, di ruolo difensore.

## Carriera
Gioca con il Padova in Prima Categoria e Prima Divisione tre stagioni disputando in totale 36 partite segnando una rete. Debutta il 12 ottobre 1919 nella partita Padova-Hellas Verona (7-0). Gioca la sua ultima partita con i biancoscudati il 12 giugno 1921 in Padova-Mantova (2-1).
Nella stagione 1922-1923 disputa 16 gare con il Petrarca.